# خانه عروسکی آمیتی‌ویل
خانه عروسکی آمیتی‌ویل (انگلیسی: Amityville Dollhouse) یک فیلم ترسناک در سبک داستان ماوراء طبیعی آمریکایی محصول سال ۱۹۹۶ به کارگردانی استیو وایت با بازی روبن توماس، آلن کاتلر، لنور کاسدورف و لیزا رابین کلی است. این فیلم خانواده‌ای را دنبال می‌کند که پس از کشف یک ماکت خانه عروسکی از خیابان اوشن ۱۱۲ - محل تسخیر آمیتی‌ویل - در ملک خود که توسط یک شیطان قدرتمند تسخیر شده‌است، تسخیر شده‌اند. این هشتمین فیلم از سری فیلم‌های ترسناک آمیتی‌ویل است و مستقیماً به صورت ویدیویی منتشر شد. این آخرین فیلم از این سری بود که قبل از اینکه نه سال بعد دوباره راه اندازی شود، منتشر شد.
این فیلم به صورت وی اچ اس توسط ریپابلیک پیکچرز در سال ۱۹۹۶ و بعداً در دی‌وی‌دی توسط لاینزگیت در ۲۸ سپتامبر ۲۰۰۴ منتشر شد.